# Laparoskopische Chirurgie

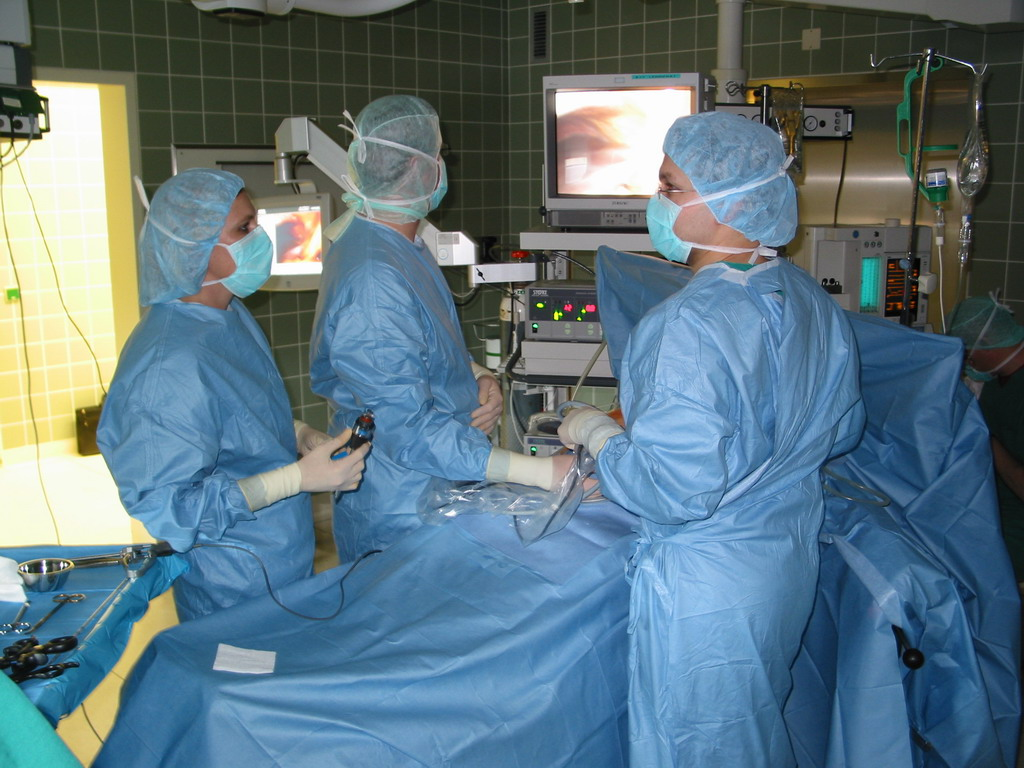
Laparoskopische Cholezystektomie (Gallenblasenentfernung)

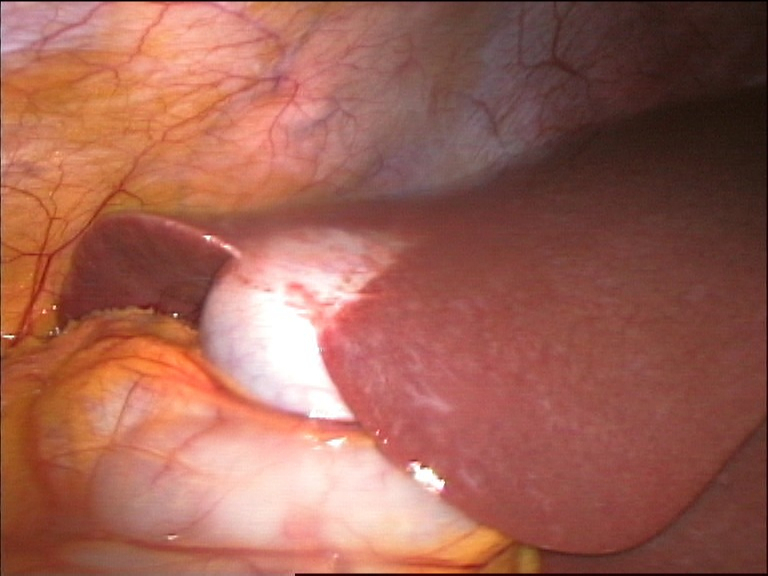
Gallenblase und Leberlappen, durch ein Laparoskop gesehen

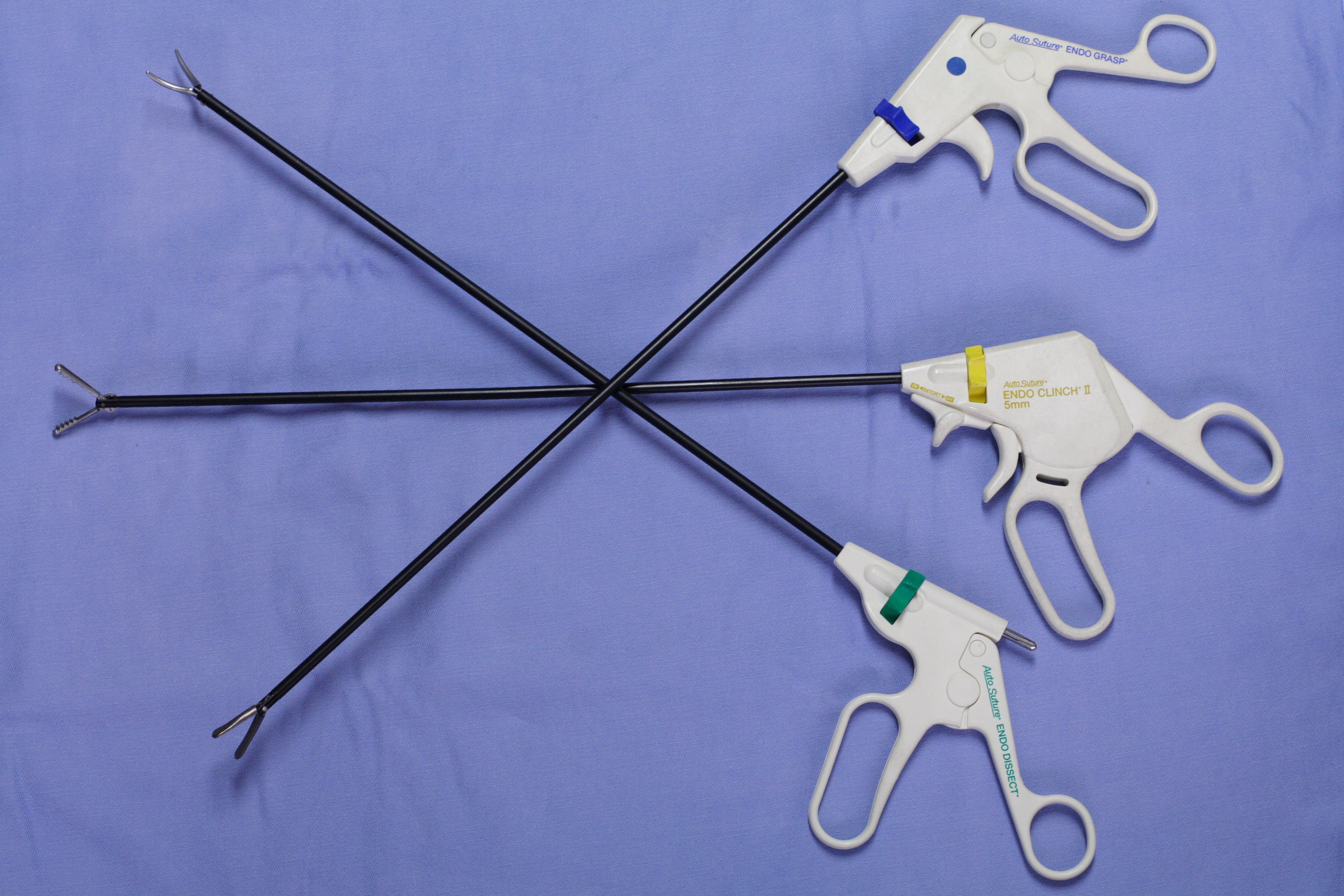
Instrumente zur Laparoskopie

Die laparoskopische Chirurgie (von altgriechisch λαπάρα lapára, deutsch ‚Weichen‘, ‚Flanken‘, ‚weicher hohler Teil zwischen Rippen und Hüften‘, ‚Bauchhöhle‘, ‚Bauch‘, und σκοπέειν/σκοπεῖν skopeîn, deutsch ‚betrachten‘, ‚schauen‘, ‚untersuchen‘) ist ein Teilgebiet der Chirurgie, bei dem Bauchoperationen ohne größeren Bauchschnitt (Laparotomie) durchgeführt werden. An dessen Stelle werden die notwendigen, speziell für die laparoskopische Chirurgie entwickelten, Operationsinstrumente über (meist mehrere) kleine Schnittlöcher in die Bauchhöhle eingebracht und die Operation mittels Laparoskopie (Bauchspiegelung) mithilfe einer Echtzeit-Videooptik (Endoskop) durchgeführt; salopp-anschaulich spricht man auch von „Knopflochchirurgie“ oder „Schlüssellochchirurgie“. Sie wird dem Komplex der minimalinvasiven Chirurgie (abgekürzt MIC) zugeordnet.

## Vorgehensweise
Das Prinzip der laparoskopischen Chirurgie besteht darin, die Bauchdecke im Wesentlichen intakt zu lassen und lediglich kleine Durchstichöffnungen für die benötigten Instrumente und ihre Führungshülsen zu schaffen.

### Anlegen eines Pneumoperitoneums und Laparoskopie
Voraussetzung für eine laparoskopische Operation – und erste Operationsmaßnahme – ist die Schaffung eines freien Sichtfeldes, was üblicherweise dadurch geschieht, dass die Bauchhöhle mit etwa zwei bis drei Litern Kohlendioxidgas (CO2) aufgefüllt wird, so dass dadurch die Bauchdecke angehoben wird und die Organe nunmehr in einer Gaskuppel zu liegen kommen. Die Verwendung von Kohlendioxid anstatt von Luft geschieht, um eine Luftembolie zu vermeiden. Der üblicherweise verwendete Begriff Pneumoperitoneum (von griech. πνεῦμα „Luft“) ist insofern irreführend (aber historisch bedingt und weiterhin im Gebrauch); die korrekte Bezeichnung wäre Kapnoperitoneum (von griech. κάπνος „Rauch“, heute als Synonym für Kohlendioxid gebraucht). Während des gesamten Zeitraumes wird Kohlendioxid in die Blutbahn aufgenommen („resorbiert“) und über die Lungen ausgeatmet, so dass ständig eine gewisse Menge Kohlendioxid nachgeführt werden muss. Zur Regelung der nötigen Zufuhrrate wird der Druck in der Gaskuppel ständig kontrolliert.
Um die Auffüllung des Bauchraumes mit Gas zu ermöglichen, gibt es grundsätzlich zwei Methoden. Beiden gemeinsam ist zunächst ein kleiner Hautschnitt im Bereich des Nabels (u. a. weil dort die Bauchwand am dünnsten und der Abstand zu den Bauchorganen am größten ist, aber auch, weil hier nur eine minimale kosmetische Beeinträchtigung durch die Narbe zu erwarten ist). Um einen Zugang zur Bauchhöhle zu bekommen, wird dann in den meisten Fällen eine sogenannte Veres-Kanüle benutzt. In der Regel ist das Durchstoßen des äußeren Bauchfellblattes (Peritoneum parietale) mit einem kleinen, für den Operateur spürbaren Ruck verbunden, außerdem kann die korrekte Lage mit einem auf die Kanüle aufgelegten Wassertropfen bestätigt werden. Nun kann an die Kanüle der Schlauch einer Insufflationspumpe angeschlossen und der Bauchraum mit Kohlendioxid (CO2) so weit „aufgepumpt“ werden, dass eine Art „Arbeits- und Untersuchungsraum“ entsteht. Nach Entfernen der Veres-Kanüle wird über denselben Hautschnitt eine röhrenförmige Führungshülse (sogenannter Trokar) in die Bauchhöhle eingeführt; über die dann ein starres Stablinsen-Optiksystem eingebracht wird, das Laparoskop. Mit seiner Lichtquelle leuchtet es die Höhle aus und liefert ständig von dort einen Echtzeit-Videofilm, der üblicherweise auf hochauflösende Bildschirme übertragen wird. Über einen entsprechenden Anschluss wird über den Trokar in der Folge auch weiteres Kohlendioxidgas in den Bauchraum geleitet.
Durch die besondere Architektur der Veres-Kanüle ist eine Verletzung der Bauchorgane insgesamt unwahrscheinlich, wenngleich nicht völlig ausgeschlossen, z. B. wenn Darmanteile mit der Bauchdecke verwachsen sind (dies kommt nicht zuletzt nach stattgehabten Bauchoperationen vor). Deshalb wird – abhängig von der jeweiligen Patientensituation, aber auch der Vorliebe des Chirurgen – alternativ statt der Veres-Methode eine direkte chirurgische Präparation eines Einführungskanals im Nabelbereich durchgeführt, was zwangsläufig einen etwas größeren Hautschnitt voraussetzt. Anschließend wird ein speziell gestalteter Trokar durch den Kanal geschoben, welcher den Kanal über eine Manschette nach außen abdichtet, ehe mit der Insufflation des Kohlendioxidgases begonnen wird. Diese Technik wird offene Laparoskopie genannt. Das weitere Vorgehen entspricht dem bei der geschlossenen Laparoskopie.
Bei einer jüngeren, deutlich weniger verbreiteten Methode, der gaslosen Laparoskopie, wird die Bauchdecke mittels eines Lift-Systems mechanisch angehoben.

### Durchführung der Operation
Wenn nicht nur eine reine Diagnostik des Bauchraums, sondern auch eine operative Maßnahme erfolgen soll, so werden in den meisten Fällen weitere, noch kleinere Schnitte in der Bauchdecke vorgenommen, über die dann – wiederum geführt von gasdicht abschließenden Trokaren – die verschiedenen chirurgischen Instrumente eingeführt werden. Ihnen allen gemeinsam ist ein ca. 20 bis 30 cm langer Stiel zwischen Bediengriff und Arbeitsende. Wenn Drainagen eingelegt werden, werden sie vorzugsweise durch die ohnehin schon vorhandenen Instrumentenlöcher geführt. Für Nähte sind spezielle Knotentechniken zweckmäßig. Besonders beliebt ist u. a. die sogenannte Röder-Schlinge, die heute meist in vorkonfektionierter Form von der Industrie angeboten wird.
Im Vergleich zu offenen Bauchoperationen bieten laparoskopische Verfahren den Vorteil einer kleineren Wundfläche, verbunden mit geringeren postoperativen Schmerzen und auch kosmetischen Vorteilen, so dass sie insgesamt als schonender gelten. Andererseits darf die Gefahr einer Verletzung von Bauchorganen bei der Insertion der Veres-Nadel oder auch der Trokare nicht vergessen werden. Bei schwerkranken Patienten mit erheblichen Herz-Kreislauf-Problemen kann der vom Pneumoperitoneum erzeugte Druck bzw. die anfallende Menge an resorbiertem Kohlendioxid ein Grund sein, von einer laparoskopischen Operation Abstand zu nehmen. Das resorbierte Kohlendioxid kann im Übrigen gelegentlich nach der Operation zu Schmerzen im Schulterbereich führen, was auf eine Reizung des Zwerchfellnervs zurückzuführen ist. In der Abwägung der Vor- und Nachteile haben die laparoskopischen Verfahren die offenen im Routinefall inzwischen bei vielen Indikationen verdrängt.

#### Einsatz von Operationsrobotern und Telechirurgie
Laparoskopische Operationen können auch mithilfe eines chirurgischen Roboters ausgeführt werden, wovon es inzwischen mehrere Hersteller gibt. In einem weiteren Schritt ist es möglich, den Roboter auch aus der Ferne (engl. remote) zu steuern, sogar über die Grenzen von Kontinenten hinweg. Allerdings sind solchen Verfahren selbst bei optimaler Übertragungsqualität der Signale insofern Grenzen gesetzt, als es zwangsläufig zu Reaktionsverzögerungen durch die begrenzte Übertragungsgeschwindigkeit kommt. Die erste interkontinental durchgeführte laparoskopische Operation fand 2001 statt, als der französische Chirurg Jacques Marescaux von New York aus einer Patientin in einem Straßburger Krankenhaus die Gallenblase entfernte.

## Laparoskopische Eingriffe
Folgende Eingriffe können laparoskopisch durchgeführt werden:
- Allgemeinchirurgie
  - Notfall-Laparoskopie bei Bauchtrauma
  - Leberresektion
  - Vagotomie

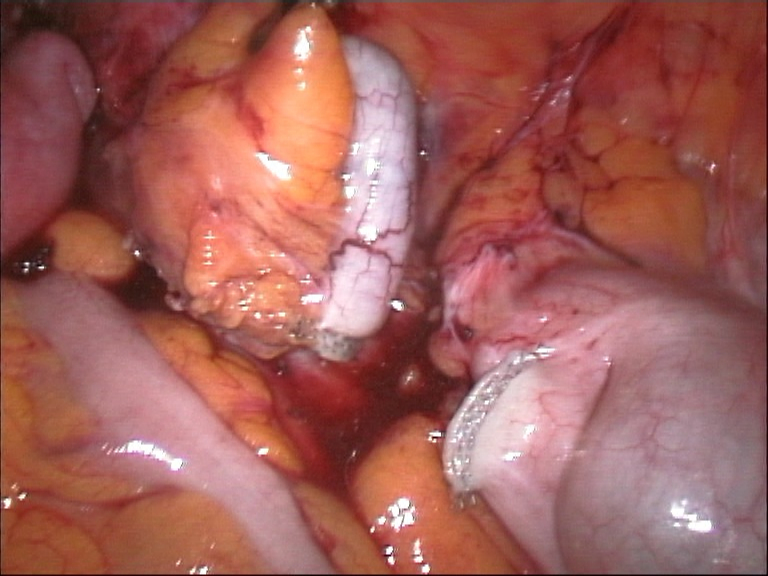
Laparoskopische Entfernung des Wurmfortsatzes des Blinddarms

  - Gallenblasenentfernung (Cholezystektomie) Laparoskopische Entfernung des Wurmfortsatzes des Blinddarms
  - Eingriffe am Darm:
    - Entfernung des Wurmfortsatzes des Blinddarms (Appendektomie)
    - Hemikolektomie
    - Sigmaresektion
    - Rektumresektion
    - Rektopexie
    - Ileozökalresektion
    - Colostomie

  - Eingriffe am Magen:
    - Behandlung der Hiatushernie
    - Übernähung bei perforiertem Ulcus ventriculi
    - Gastrektomie
    - Fundoplicatio (Antirefluxchirurgie)
    - Gastroenterostomie
    - Eingriffe bei krankhaftem Übergewicht: Gastric Banding

  - Adhäsiolyse (Lösen von Verwachsungen)
  - Splenektomie (Milzentfernung)
  - die Versorgung von Leistenbrüchen und anderen Hernien (Hernioplastiken)
    - TAPP – TransAbdominell PräPeritoneal
    - TEP – Total ExtraPeritoneal

  - Nephrektomie (Nierenentfernung)

- Orthopädie/Neurochirurgie
  - Transabdominelle laparoskopische Spondylodese (Synonym: Laparoskopische ventrale interkorporelle Spondylodese, englisch: LALIF, Laparoscopic Anterior Lumbar Interbody Fusion)[4][5]

- GynäkologieLaparoskopische GebärmutterentfernungLaparoskopische Myomentfernung

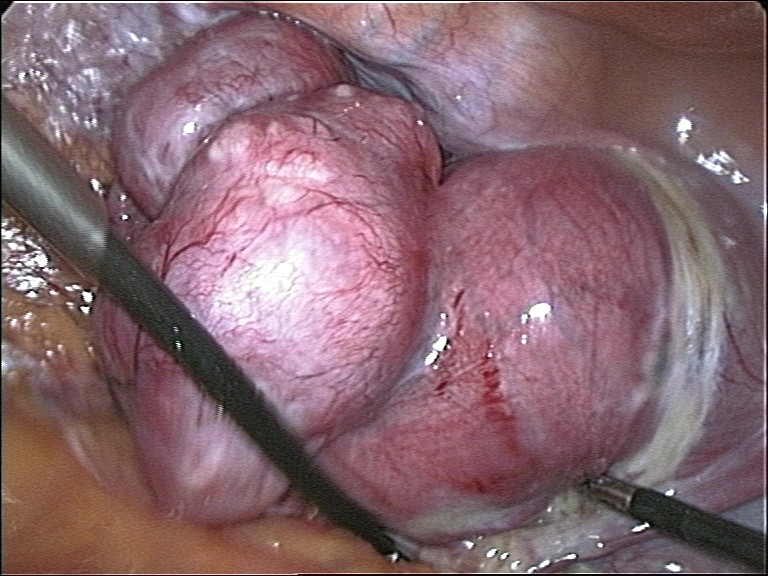
Laparoskopische Gebärmutterentfernung

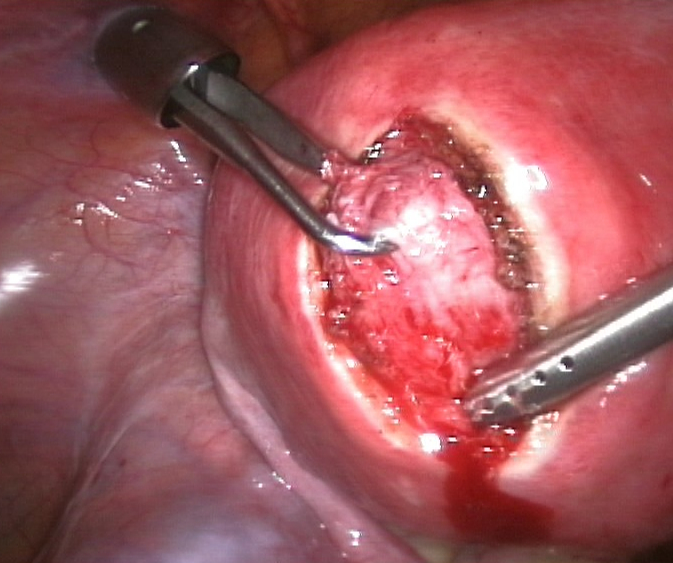
Laparoskopische Myomentfernung

  - Entfernung von Eileiter und Eierstock
  - Behandlung von Endometriose
  - Behandlung der Eileiterschwangerschaft
  - Fimbrioplastik
  - Behandlung der Hydrosalpinx
  - Gebärmutterentfernung
  - Retroperitoneale Lymphknotenentfernung
  - Behandlung von Myomen, Myomentfernung
  - Eierstockentfernung
  - Sterilisation
  - Abklärung von Sterilität durch Chromopertubation
  - Behandlung der Stressinkontinenz
  - Entfernung von Eierstockzysten

- Kinderchirurgie (zusätzlich zu den oben angegebenen Eingriffen):
  - Pyloromyotomie
- Urologie
  - Radikale Prostatektomie
  - Nephrektomie
  - Nierenbeckenplastik
  - Harnleiterplastik
  - Adrenalektomie
  - Retroperitoneale Lymphadenektomie
  - Varikozelen-Operation

Selbst laparoskopische Tumoroperationen werden in Deutschland mittlerweile standardmäßig durchgeführt. Beispielsweise zeigt eine Studie bei laparoskopischer Resektion von Darmkrebs gleichwertige Ergebnisse im Vergleich zu einem offenen Eingriff bei schonenderer OP für den Patienten.

## Geschichte
Als Erfinder der Laparoskopie gilt Georg Kelling. Am 23. September 1901 demonstrierte der Gastroenterologe auf der 73. Versammlung der Deutschen Naturforscher und Ärzte in Hamburg eine Bauchspiegelung an einem Hund, die er „Zölioskopie“ nannte. Seine Idee, den Bauchraum mit Luft zu befüllen, um sich ein Sichtfeld zu verschaffen, führte zur Geburtsstunde der Laparoskopie. Die erste Laparoskopie beim Menschen führte 1910 der Schwede Hans Christian Jacobaeus durch. In den folgenden Jahren setzte sich die Laparoskopie im Bereich der Diagnostik gegenüber der Laparotomie durch. Jedoch führten speziell Frauenärzte auch kleinere operative Eingriffe durch. So nahm Raoul Palmer in Paris die erste Sterilisation per Bauchspiegelung vor.
Als Ursprungsort der modernen laparoskopischen Chirurgie gilt die Universitäts-Frauenklinik Kiel unter der Leitung von Kurt Semm, die er Pelviskopie nannte – ein Begriff, der auch heute noch in einigen gynäkologischen Kliniken Verwendung findet. Als gelernter Feinmechaniker entwickelte Semm viele Geräte selbst, die er durch seine Firma für medizinische Instrumente, Wisap, produzieren ließ. Semm erweiterte das Feld der Laparoskopie, die inzwischen in der Diagnostik anerkannt war, jedoch auf therapeutische Verfahren. Anfangs begegneten Kollegen ihm mit Unglauben, ja teilweise sogar Sarkasmus, und schlussfolgerten, dass er Operationen laparoskopisch begänne und dann doch konventionell laparotomisch beende. Offene Operationen galten als Goldstandard und laparoskopisches Operieren war undenkbar und wurde heftig kritisiert.
Am 13. September 1980 führte Semm die erste laparoskopische Appendektomie an der Christian-Albrechts-Universität zu Kiel durch. Allerdings setzte dieser Schritt Semm den heftigsten Anfeindungen in seiner Karriere aus. Dass ein Gynäkologe den Chirurgen zeigen sollte, wie eine Operation durchzuführen sei, galt bis dahin als unpassierbare Grenze. Seine Kollegen sahen keine Notwendigkeit, eine etablierte Methode zu verlassen und durch eine technisch schwierigere zu ersetzen. 1981 forderte der Präsident der Deutschen Gesellschaft für Chirurgie in einem Brief an den Vorstand der Deutschen Gesellschaft für Gynäkologie und Geburtshilfe, Kurt Semm die Approbation zu entziehen. Eine Veröffentlichung über Semms laparoskopische Appendektomie im American Journal of Obstetrics and Gynecology wurde abgelehnt mit der Begründung, die Technik sei unethisch.
Nach einem Vortrag Kurt Semms über laparoskopische Operationen in Norditalien beschuldigte Jordan Phillips, Vorsitzender der American Association of Gynecological Laparoscopists, die Technik ad absurdum zu führen und selbst im eigenen Land nicht anerkannt zu sein. Später wurden die beiden enge Freunde und Phillips organisierte ab 1986 etliche Trainingskurse für chirurgische Laparoskopie für Semm in den USA.
Die erste laparoskopische Gallenblasenentfernung führte 1985 der Böblinger Chirurg Erich Mühe mit einem sogenannten Galloskop (Ein-Rohr-Technik) durch. In Lyon 1987 entfernte Phillipe Mouret die Gallenblase laparoskopisch über mehrere Zugänge, so wie sie heutzutage üblich ist. Kurze Zeit später brach sich die „Laparoskopische Revolution“ Bahn, indem Chirurgen auf der ganzen Welt das Potential der laparoskopischen Chirurgie erkannten und die Indikationsstellungen dafür allmählich bis hin zur großen Darmchirurgie ausweiteten. 1989 erfolgte die erste laparoskopische Leistenhernienoperation durch Sergei Bogojavlensky und im Jahre 1991 fand die erste laparoskopische Hysterektomie durch Harry Reich statt. Im Jahr 1991 führte John Monson die erste laparoskopische Dickdarmoperation durch. 1998 führte Daniel Kruschinski die Lift-Laparoskopie mit dem „Abdo-Lift“ ein, die ohne Gas auskommt; sie hat sich allerdings bisher nicht als Standard durchgesetzt.